# سبک خراسانی

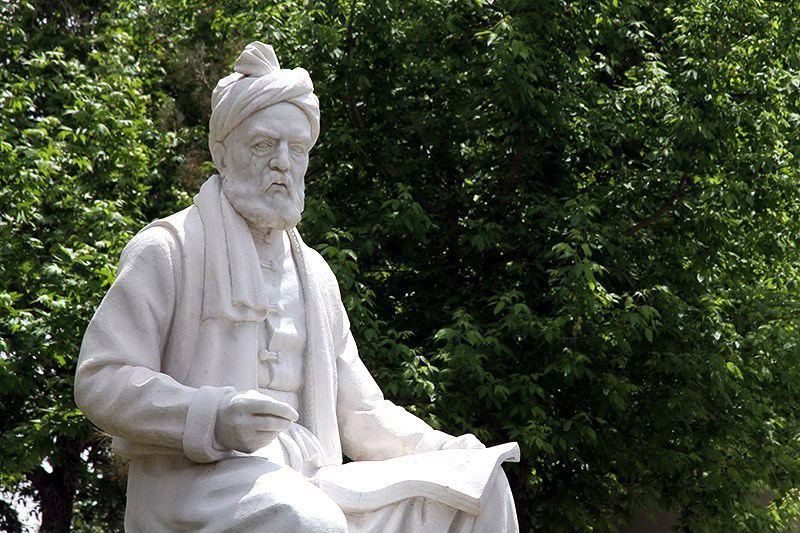
یک تندیس از فردوسی، از برجسته‌ترین شاعران سبک خراسانی که شاهنامه را سرود.

سبک خراسانی که گاه سبک ترکستانی نیز خوانده می‌شود، نخستین سبک و شیوهٔ شعر کهن پارسی بود که از اوایل سدهٔ چهارم تا میانه‌های سدهٔ ششم هجری و در میان شاعران خراسان و فرارود کاربرد داشت. نخستین اشعار زبان فارسی نو به این سبک سروده شده‌اند. این سبک از لحاظ زمانی به دو دورهٔ سامانیان و غزنویان–سلجوقیان تقسیم می‌شود.

## تعریف
این سبک از لحاظ زمانی به دو دورهٔ اصلی سامانیان و غزنویان–سلجوقیان تقسیم می‌شود:
- در دورهٔ سامانیان، سادگی بیان و کهنگی تعبیرات و اصطلاحات مشخص است. غلبهٔ واژگان فارسی بر عربی و توجه به توصیفات طبیعی، ساده و محسوس از ویژگی‌های شعر این دوره محسوب می‌شود. موضوعاتی که در شعر این دوره مطرح می‌شود اغلب معتدل و دور از اغراق هستند. تغزلات عاشقانه، پند و اندرز، حکمت با شیوه‌ای شاعرانه و نه عالمانه نیز از مشخصات این دوره به‌شمار می‌روند. قالب‌های مهم در این عصر قصیده و مثنوی هستند. در قصیده معمولاً موضوع مدح، هجو و تغزل است و در مثنوی تمثیل، داستان و حماسه بیان می‌شود.
- در دوره ترکان (غزنویان و سلجوقیان) شاعرانی چون عنصری و منوچهری و پس از آن‌ها ناصرخسرو و سنایی، به تدریج سادگی طبیعی را از شعر سبک خراسانی زدودند. در سبک این دوره افزون‌بر قصیده و مثنوی، برخی قالب‌های تازه مانند ترجیع بند، ترکیب بند، قطعه و مسمط نیز به کار رفته است. در این دوره انواع مباحث علمی فلسفه، ریاضیات، پزشکی، نجوم و آیات قرآن و احادیث در شعرها وجود دارند. از این‌رو شاعران در این مرحله، رنگی عالمانه به اشعار خود می‌زدند. روحیهٔ حماسی پیشین تدریجاً از بین رفته و جای خود را به حالات زاهدانه و صوفیانه داد. نیز اشعار عربی درمیان شاعران این دوره رواج بیشتری یافت؛ مثلاً منوچهری که دیوان اشعار عربی را از برداشت نمی‌توانست خود را از زیر نفوذ و تأثیر آن خارج سازد و ناصرخسرو و سنایی معلومات و مطالعات دینی خود را در شعر خویش می‌آوردند. بیان موضوعاتی مانند مدح و هجو و تغزل و پند و حکمت در شعر این دوره ادامه یافت، ولی در این میان اغراق و تا حدی اضافه‌گویی زیادتر شده و در واقع به نوعی تکامل یافت. با این همه کسانی مانند ناصر خسرو، مدح اغراق‌آمیز را به یک سو نهادند و حکمت و دین و اخلاق را به جای آن معنای قرار دادند. هرچند در ابتدای این سبک روح ملی و حماسی، خاصه در دوره سامانی جلوه‌ای بارز داشت، ولی در پایان آن، این روحیه تضعیف شده و جای آن را روحیه زاهدانه کسانی مثل ناصرخسرو و اخلاق صوفیانه شاعرانی چون سنایی پر کرد. به‌طور خلاصه می‌توان گفت شروع این سبک با روحیه حماسی و پایان آن با روحیه صوفیانه بود.[۱]

## ویژگی‌های سبک خراسانی
از ویژگی‌های سبک خراسانی می‌توان به موارد زیر اشاره کرد:
1. تکیه بر قیدها و سنت‌های لفظی و صوری.
2. برخورداری از تسلسل‌های منطقی معانی و نشان دادن قابل قبول واقعیات به شکل دستگاهی منظم و به صورتی متین برای به نظم کشیدن مضامین گوناگون.
3. دارای اختصاصات تشبیهات غالباً حسی و فاقد پیچیدگی و از لحاظ معنی، صداقت، صراحت لهجه، تعبیرات و تشبیهات ملموس.
4. از حیث نوع، بیشتر بر پایه قصیده و از حیث لفظ، ساده، روان و عاری از ترکیبات دشوار و حضور اندک واژه‌های عربی
5. شکل‌گیری نوعی ادبیات پایداری برای پاسداری از تمدن و فرهنگ ایرانی پس از حمله اعراب.
6. موضوع محور بودن.

## نمونه شعر
| بوی جوی مولیان آید همی     |  | یاد یار مهربان آید همی      |
| ریگ آمو درشتی راه او       |  | زیر پا یم چو پرنیان آید همی |
| آب جیحون با همه پهناوری    |  | خنگ ما را تا میان آید همی   |
| ای بخارا شاد باش و شاد زی  |  | شاه نزدت میهمان آید همی     |
| میر ماه است و بخارا آسمان  |  | ماه سوی آسمان آید همی       |
| میر سرو است و بخارا بوستان |  | سرو سوی بوستان آید همی      |
| آفرین و مدح سود آید ترا    |  | گر به گنج اندر زیان آید همی |
| — رودکی                    |  |                             |

## شاعران سبک خراسانی
شمار بسیاری از شاعران نامدار پارسی‌گو به این سبک شعر سروده‌اند که از آن میان آنها می‌توان که افراد زیر اشاره کرد:
- رودکی
- شهید بلخی
- ابوشکور بلخی
- منجیک ترمذی
- کسایی مروزی
- دقیقی
- اسدی توسی
- فردوسی
- عنصری بلخی
- فرخی سیستانی
- غضائری رازی
- عسجدی
- منوچهری دامغانی
- فخرالدین اسعد گرگانی
- مسعود سعد سلمان
- محمد معزی
- ابوالفرج رونی
- ناصرخسرو
- سنایی